# Socialistische Partij (1918-1928)
De Socialistische Partij (SP), opgericht in 1918, was een Nederlandse revolutionaire, libertair-socialistische partij. De SP was gelieerd aan de radicaal-linkse vakbond, het Nationaal Arbeids-Secretariaat (NAS).
Van 1918 tot 1922 was de partij in de Tweede Kamer vertegenwoordigd door haar leider, oud-NAS-secretaris Harm Kolthek. Deze zetel ging in 1922 weer verloren door concurrentie van de Rapaille Partij, de Kiesvereeniging Vrijdenkers naar het Parlement en de CPH, waarvan de invloed op het NAS groeide.
Omtrent 1928 ging de SP ter ziele, en stapten de meeste leden over naar het Revolutionair Socialistisch Verbond van Henk Sneevliet, dat later als Revolutionnair Socialistische Partij een Kamerzetel zou verwerven.
De huidige Nederlandse SP, die werd opgericht in 1971, is niet verwant aan deze partij.

## Beginselen
De SP streefde naar gemeenschapsbezit en bestrijding van de heersende bezittende klasse.
Voornaamste programmapunten waren verder: invoering van de republiek, gelijke rechten voor mannen en vrouwen, afschaffing van de geheime diplomatie en van leger en vloot, zelfstandigheid voor Nederlands-Indië, afschaffing van indirecte belastingen en een sterk progressieve inkomstenbelasting, kosteloos onderwijs, invoering van de achturige werkdag, afschaffing van huis- en nachtarbeid en een verbod op kinderarbeid, uitbreiding van de sociale zekerheid en krachtige bestrijding van drankgebruik.
Sociaal-Democratische Bond / Socialistenbond (1881-1900) · Sociaal-Democratische Arbeiderspartij (1894-1946) · Sociaal-Democratische Partij / Communistische Partij Holland / Communistische Partij van Nederland (1909-1991) · Socialistische Partij (1918-1928) · Revolutionnair Socialistische Partij (1929-1935) · Onafhankelijke Socialistische Partij (1932-1935) · Revolutionair-Socialistische Arbeiderspartij (1935-1940) · Pacifistisch Socialistische Partij (1957-1991) · Democratisch Socialisten '70 (1970-1983)

Partij van de Arbeid (1946-heden) · Socialistische Partij (1971-heden) · GroenLinks (1990-heden) · DENK (2015-heden) · BIJ1 (2016-heden)